# Triepeolus paenepectoralis
Triepeolus paenepectoralis är en biart som beskrevs av Henry Lorenz Viereck 1905. Triepeolus paenepectoralis ingår i släktet Triepeolus och familjen långtungebin. Inga underarter finns listade i Catalogue of Life.